# Curtiss P-40 Warhawk
De Curtiss P-40 Warhawk was een Amerikaans jachtvliegtuig uit de Tweede Wereldoorlog. Het prototype maakte zijn eerste vlucht op 15 oktober 1938, en het toestel werd tot het einde van de Tweede Wereldoorlog ingezet. In totaal zijn 13.738 toestellen geproduceerd tot november 1944, in de Curtiss-Wright-fabriek in Buffalo, New York.
Het ontwerp was afgeleid uit de P-36 Hawk, waardoor het toestel snel in productie kon gaan. In de Verenigde Staten was het toestel bekend als de Warhawk, terwijl het in de Sovjet-Unie en het Verenigd Koninkrijk Tomahawk of Kittyhawk genoemd werd, afhankelijk van de variant.
Het toestel werd niet ingezet boven het Europese front, maar zag uitgebreid actie tijdens de Noord-Afrikaanse Veldtocht, en in Azië. Het werd ingezet als jachtvliegtuig, escortejager en jachtbommenwerper. Onder de gebruikers was de Militaire Luchtvaart van het Koninklijk Nederlands-Indisch Leger, dat het type van 1942 tot 1949 in dienst had.

## Landen in dienst
- Australië
- Brazilië
- Canada
- Taiwan | Republiek China
- Egypte
- Finland
- Frankrijk
- Indonesië
- Japan - Buitgemaakte toestellen
- Nederland
- Nieuw-Zeeland
- Polen
- Sovjet-Unie
- Turkije
- Verenigd Koninkrijk
- Verenigde Staten
- Zuid-Afrika